# 在洛新聞放送編集責任者会議
在洛新聞放送編集責任者会議（ざいらくしんぶんほうそうへんしゅうせきにんしゃかいぎ）は、京都府内に本社・支局を持つ新聞・通信・放送企業で構成する会。

## 概要
京都府内で活動する報道機関12社で構成する親睦団体。地元の編集・報道局長や支局長らで組織されている。通称「月曜会」。
京都の各団体と懇親会などを行う。

## 所属報道機関（50音順）
- 朝日新聞 京都支局
- NHK 京都放送局
- 京都新聞社
- 京都放送
- 共同通信社 京都支局
- 産経新聞 京都支局
- 時事通信 京都支局
- 中日新聞社 京都支局
- 日刊工業新聞社 京都総局
- 日本経済新聞 京都支局
- 毎日新聞社 京都支局
- 読売新聞社 京都支局

## 出来事
- 2019年（令和元年）8月20日、京都アニメーション放火殺人事件で犠牲になった35人のうちの25人の身元を発表していない京都府警に対し、速やかな公表を求める申し入れ書を提出した。事件の発生から1ヶ月以上たっても犠牲者の身元の発表がないことに「事件の全体像が正確に伝わらない」と懸念を伝え、「過去の事件に比べても極めて異例」として速やかな実名公表を求めた[5]。
- 2019年（令和元年）8月27日、「京都アニメーション」第1スタジオが放火され、男女35人が死亡した事件で、京都府警捜査本部は27日、亡くなった人のうち、未公表だった25人（男性8人、女性17人）の氏名を明らかにした、府警によると、25人中20人の遺族が実名での公表に反対したという。[6][7]